# Circaetus
A Circaetus a madarak osztályának vágómadár-alakúak (Accipitriformes) rendjébe a vágómadárfélék (Accipitridae) családjába és a kígyászölyvformák (Circaetinae) alcsaládjába tartozó nem.

## Rendszerezésük
A nemet Louis Pierre Vieillot francia ornitológus írta le 1816-ban, az alábbi fajok tartoznak ide:
- örvös kígyászölyv (Circaetus cinerascens)
- parti kígyászölyv (Circaetus fasciolatus)
- kongói kígyászhéja (Circaetus spectabilis[1] vagy Dryotriorchis spectabilis)[2]
- szudáni kígyászölyv (Circaetus beaudouini)
- feketemellű kígyászölyv (Circaetus pectoralis)
- barna kígyászölyv (Circaetus cinereus)
- kígyászölyv (Circaeetus gallicus)

## Előfordulásuk
Az összes faj Afrika területén honos, kivéve a kígyászölyvet, amely Európában, a Közel-Keleten és Ázsiában is él. Természetes élőhelyeik az erdők, szavannák, sivatagok és cserjések, mocsarak, folyók és patakok környékén, valamint szántóföldek.

## Megjelenésük
Testhosszuk 60-71 centiméter körüli.